# 2019冠状病毒病疫情期间的罢工
2019冠状病毒病疫情引起大罢工的原因有很多，其中包括薪资水平的降低与拖欠、不安全的工作条件、混乱的社会环境等。这些罢工活动与针对大流行的各种抗议活动之间是有区别的。

## 监狱系统罢工
2020年3月，受2019冠状病毒病疫情影响，美國宾夕法尼亚州的约克县监狱发生了一起绝食抗议。 2020年4月17日，加利福尼亚州圣地亚哥的奥泰梅萨拘留中心则发生了另一场绝食抗议。

## 大学罢工
2020年4月，有报道称美國芝加哥大学的学生开始停止交学费， 波莫纳学院和新学院的学生也组织了相同的运动。 同时，由于瓦萨学院拒绝修改网课的评分系统，即拒绝修改将一般的绩点系统改为仅通过或不通过的评分标准，学生们组织了罢课。哥伦比亚大学的博士学生也开始了罢课，他们认为学校应该取消他们的租金，提升他们的研究奖金并且在给他们的项目增加一年的时间来弥补由于疫情所缺失的研究时间。
智利大学的学生们和智利的圣塞巴斯蒂安大学的学生们组织了一个线上罢课来帮助没有电脑或者没有可以上线上课的网络资源的学生。

## 工人大罢工

### 食品加工
2020年3月底，50名在美國佐治亚州珀杜农场（Perdue Farms）工作的员工进行了一场罢工。罢工的主要原因是对工作条件以及工伤赔偿的不满。 4月27日，明尼苏达州Pilgrim's Pride饲养场的工人们罢工，抗议公司在疫情期间没有采取必要防疫的措施来确保员工的安全。4月28日，50名内布拉斯加州史密斯·菲尔德养猪场的工人们在得知48名员工COVID-19检测呈阳性，但工厂并不打算停工后，进行了罢工活动。 5月7日，华盛顿州艾伦兄弟（Allan Brothers）工厂的水果包装工人进行了罢工，抗议公司在防疫措施上表现松懈，并且要求工伤赔偿。

### 杂货
在英國北愛爾蘭的鄧甘嫩，Linden Foods的食品包装员工因不满安全状况而罢工。 小部分Instacart、 全食超市、 以及其他杂货店的员工則选择暂停工作或申请病假。

### 环境卫生
在英国的肯特郡，为Medway委员会的承包商Norse Group工作的回收员和街道清洁工一致投票决定罢工，原因是疫情之下工作环境不安全，并且当地缺乏防护服。 但协议达成后，罢工取消了。
在美国新奥尔良，城市环卫工人从2020年5月5日开始罢工。

### 制造业
美國通用电气的工人罢工并以此要求改造工厂来生产呼吸机。 由于2019新型冠狀病毒大流行，呼吸机供应严重短缺。 在密歇根州沃伦市的菲亚特克莱斯勒工厂，工人们为了能使用洗衣机而举行罢工。
意大利伦巴第的工业工会一直在威胁并组织罢工，以此来抗议不尽人意的工作条件。

### 医療
香港公共部门的医生和护士在1月底和2月初举行了两周的罢工，抗议香港政府拒绝为遏制疫情的蔓延而关闭與中國大陸的边境。医疗工作者工会警告说，除非与中国大陆实施严格的边境隔离，否则医疗体系将不可避免地崩溃。
在巴布亚新几内亚，4000名护士预计将举行罢工来抗议危险的工作条件。 由于缺乏防护装备，津巴布韦公立医院的医生和护士举行了罢工。环卫工人在宾夕法尼亚州的匹兹堡和英国的麥德威举行罢工，要求提供防护设备。香港、 贾拉拉巴德、 雅加达 和伊斯兰堡 的医生都因缺乏防护装备而威胁要发动袭击。

### 航运
澳洲墨尔本港口的码头工人因担心2019冠狀病毒病疫情导致的安全问题，拒绝从一艘中国船只上卸货，随后被勒令停运。

## 非疫情原因造成的罢工
在意大利，一场的航空运输罢工计划于2020年2月被推迟，但此事与2019冠狀病毒病疫情无关。